# Protestantismus in China

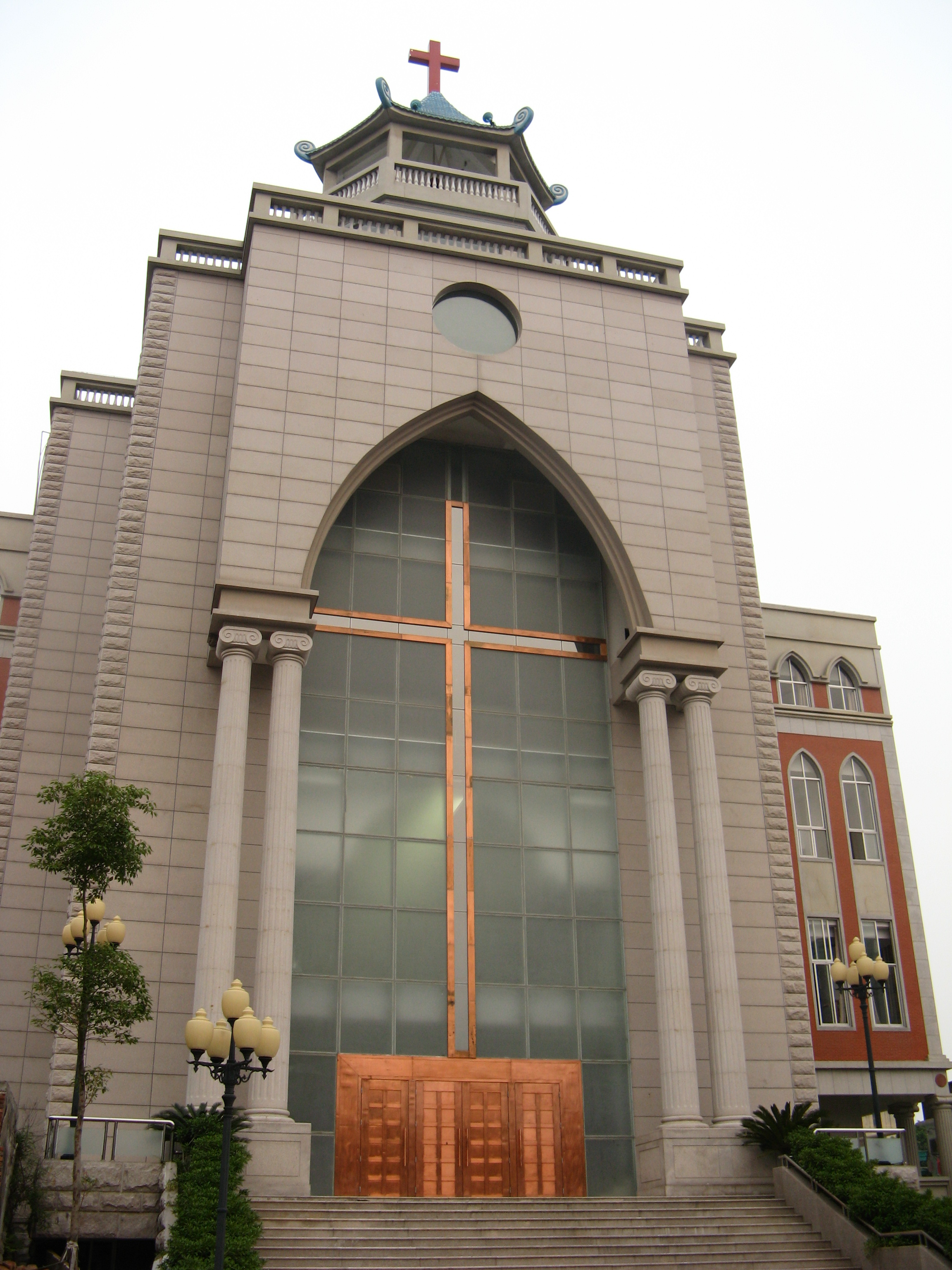
Presbyterianische Kirche in Quanzhou

Der Protestantismus kam am Anfang des 19. Jahrhunderts nach China und umfasst im Jahr 2020 50 bis 100 Millionen Mitglieder, je nach Schätzung. Die Chinesische Sprache teilt die Christen in zwei Gruppen, Jidu Xinjiao (Protestantismus) und Tianzhu jiao (Katholizismus).

## Anzahl
Die Drei-Selbst-Bewegung, eine Kampagne zur Einigung aller protestantischen Konfessionen in einer chinesischen Dachorganisation und Loslösung von ausländischen Missionsgesellschaften in finanzieller, organisatorischer und theologischer Hinsicht in den Jahren 1954 und 1955, und der Chinesische Christenrat, gegründet 1980, verstehen sich als patriotische Kooperationspartner der Regierung. Drei-Selbst-Bewegung und Chinesischer Christenrat arbeiten eng zusammen in Verwaltung und spiritueller Leitung der offiziellen Kirche, nach eigenen Angaben 2018 mit 38 Millionen Mitgliedern; die Zahl von Gläubigen in protestantischen Hauskirchen wird als weitaus höher eingeschätzt, auf mehr als 50 Millionen (Stand Jahr 2015).

## Organisation
Innerhalb des Protestantismus wird zwischen (a) den Kirchen der patriotischen Drei-Selbst-Bewegung, (b) den Versammlungspunkten im Bereich der Drei-Selbst-Bewegung, (c) halb unabhängigen ländlichen Kirchen sowie (d) den sogenannten Hauskirchen unterschieden.
Die Kirchen der Drei-Selbst-Bewegung und ihre Versammlungspunkte sind legale, öffentliche religiöse Versammlungsstätten. Was sie unterscheidet, ist, dass die Kirchen der Drei-Selbst-Bewegung über Kirchengebäude und hauptamtliche Mitarbeiter verfügen, während die Versammlungspunkte zwar staatlich registrierte Versammlungsorte besitzen, dies sind nicht unbedingt Kirchengebäude, sie haben aber selten kirchliche Mitarbeiter, die eine reguläre Ausbildung mit anschließender staatlicher Zulassung zum kirchlichen Lehramt durchlaufen haben. Die Kirchen der Drei-Selbst-Bewegung findet man hauptsächlich in den Städten, während die Versammlungspunkte meist in Kleinstädten, Marktflecken oder in den Randbezirken der Städte liegen.
Die halb unabhängigen ländlichen Kirchen wurden fast immer von Laien gegründet und liegen meist in abgelegenen Gebieten des Landes. Manche von ihnen sind staatlich registriert, manche nicht. Ihre Beziehungen zur Drei-Selbst-Vereinigung sind sehr unterschiedlich und manchmal kompliziert. An der Spitze dieser Kirchen stehen oft „natürliche Leitungsfiguren“ und auch die Gottesdienste verlaufen sehr frei.
Die so genannten Local churches entstehen aus ganz unterschiedlichen Gründen. Sie sind durch persönliche Netzwerke verbunden, unter anderem durch Laienprediger, und sie sind durch eine spirituell-emotionale Färbung des Gottesdienstes gekennzeichnet. Die Gottesdienste der Hauskirchen können sowohl in kleinen Räumen als auch in großen Sälen, Hallen oder gar in eigenen Kirchengebäuden abgehalten werden. Die Gottesdienste der Hauskirchen sind nicht geheim.

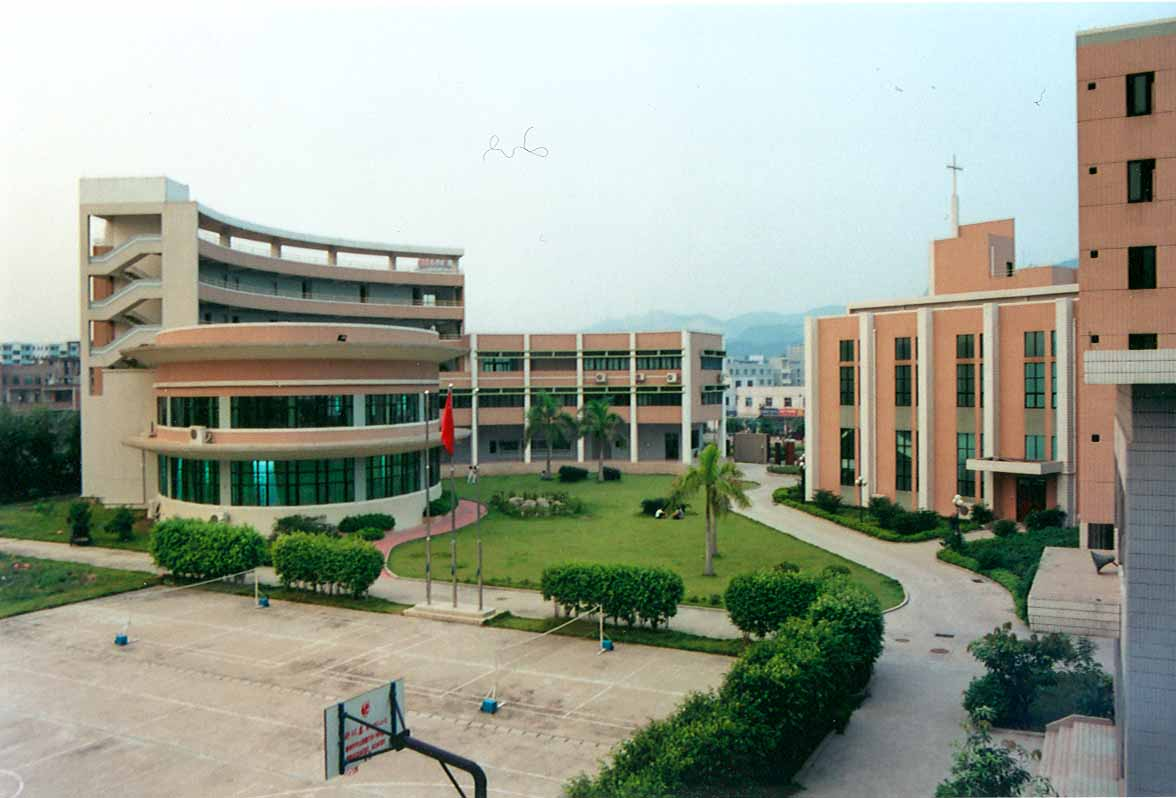
Der Campus der protestantischen Theologischen Hochschule von Guangdong, China, 2003.

## Geschichte
Der Schotte Robert Morrison brachte 1807 als erster evangelischer Missionar der London Mission Society den protestantischen Glauben nach China, in das portugiesische und mehrheitlich katholische Macau. Er fertigte eine Bibelübersetzung an. Danach kamen die meisten Missionare aus England, den USA, Schweden, Frankreich, Deutschland, der Schweiz oder den Niederlanden. Die Basler Mission wurde ab 1847 in China tätig, die Berliner Mission 1882. Der englische Missionar Hudson Taylor kam 1853 nach China und gründete 1865 die China Inland Mission. 1866 wirkten 24 Mitarbeiter in vier Stationen im Landesinnern, zwanzig Jahre später etwa 270 Personen in allen Regionen Chinas und beim Höchststand 1934 waren 1368 Missionare in 364 Stationen tätig. Viele weitere Missionare gründeten Missionsschulen, die auch armen Chinesen offen standen. Protestantische Missionare spielten eine bedeutende Rolle im Wissensaustausch zwischen den Vereinigten Staaten und China. Protestantische Christen gründeten die ersten Krankenhäuser in China. 
Beim Boxeraufstand im Jahr 1900, der sich primär gegen das damalige kaiserliche Regime richtete, kamen über 20000 chinesische Christen und hunderte westlicher Missionare ums Leben. Manche frühe Führer der Chinesischen Republik, wie zum Beispiel Sun Yat-sen waren von protestantischen Lehren beeinflusst. 1949, als die Kommunisten an die Macht kamen, gab es je nach Quellen 500.000 bis 1,2 Millionen Protestanten in China, und um 1950 wurde deren Drei−Selbst−Bewegung gegründet. Nach der Machtübernahme der Kommunisten unter der Führung von Mao Zedong mussten die westlichen Missionare spätestens 1951 China endgültig verlassen.
Bereits um 1870 entstand eine chinesische Bewegung für eine kirchliche Selbsterhaltung und Selbstverbreitung. Einige chinesischen Führungspersönlichkeiten der evangelischen Kirchen wehrten sich gegen den Einfluss und die Unterdrückung durch ausländische Staatsmächte und versuchten, einen selbständigen, chinesisch geprägten Protestantismus zu etablieren. 1873 gründete Chen Mengnan in Guangzhou die Evangelische Gesellschaft Chinas, die mit zwei Kirchen begonnen hatte und nur wenige Jahre später fünfzig umfasste. 1906 rief Yu Guozhen die Selbstständige Kirche der Chinesischen Protestanten ins Leben.
Die auf Watchman Nee (1903–1972) und Witness Lee (1905–1997) zurückgehende theologische Lehre der Die Wiedererlangung des Herrn (chinesisch 主的恢復 / 主的恢复, Pinyin zhǔ de huīfù, englisch The Lord’s Recovery) hat für die local churches, angelehnt an die Hauskirchen, und über die zugehörigen Gruppen wie die Kleine Herde weltweit Verbreitung gefunden und damit eigenständige Aspekte der chinesischen Theologie international anerkannt werden lassen.
Während der Kulturrevolution (1966–1976) unter Mao Zedong wurden alle Religionen verboten, so auch die evangelischen Kirchen. Um das Jahr 2000 erlebte der christliche Glaube eine neue Blütezeit, und nach unabhängigen Schätzungen bezeichneten sich ums Jahr 2020 95 bis 130 Millionen Chinesen als Christen, was sieben bis neun Prozent der Bevölkerung betrug. Zunehmend waren nicht nur alte Menschen auf dem Land Teil einer Kirche, sondern auch jüngere Akademiker in der Stadt, die eine klare calvinistische Ethik für ihre Orientierung und Lebensführung schätzten. Infolge der ausgeklügelten digitalen staatlichen Überwachung und der Verabschiedung eines weitreichenden Religionsgesetzes im Jahr 2018 nahmen die Repressionen und Einschränkungen gegenüber evangelischen Kirchen, Versammlungen und Gläubigen erneut wieder zu. So dürfen beispielsweise Kinder und Jugendliche unter 18 Jahren nicht mehr eine Kirche besuchen.